# Карануб
Карануб, Къарануб (в пер. с авар. — зажатое, узкое место) — село в Чародинском районе Дагестана.

## География
Южные склоны окружающих гор покрыты лесами, преимущественно деревьями хвойных пород, северные склоны лишены лесов. Также леса в окрестностях села богаты ягодами — черника, брусника, костяника, земляника и т. д. Собирают черемшу, шиповник, тмин, чабрец, мяту, зверобой и другие дары природы.
В селе имеется ФАП, библиотека — клуб, спортивная площадка. Ежегодно проводится мемориал памяти Героя Социалистического труда Курбанова Т. А. — уроженца Карануба. Построена мечеть.
Население в основном занято животноводством (разведением крупного рогатого скота, МРС — овец, коз), растениеводством. Выращивают фрукты, овощи.
Расположено в 18 км к юго-западу от с.Цуриб, на высоте 2000 метров над уровнем моря.
Расстояние до Махачкалы — 186 км, до ближайшей железнодорожной станции в г.Буйнакск — 126 км, до Москвы — 1933 км.

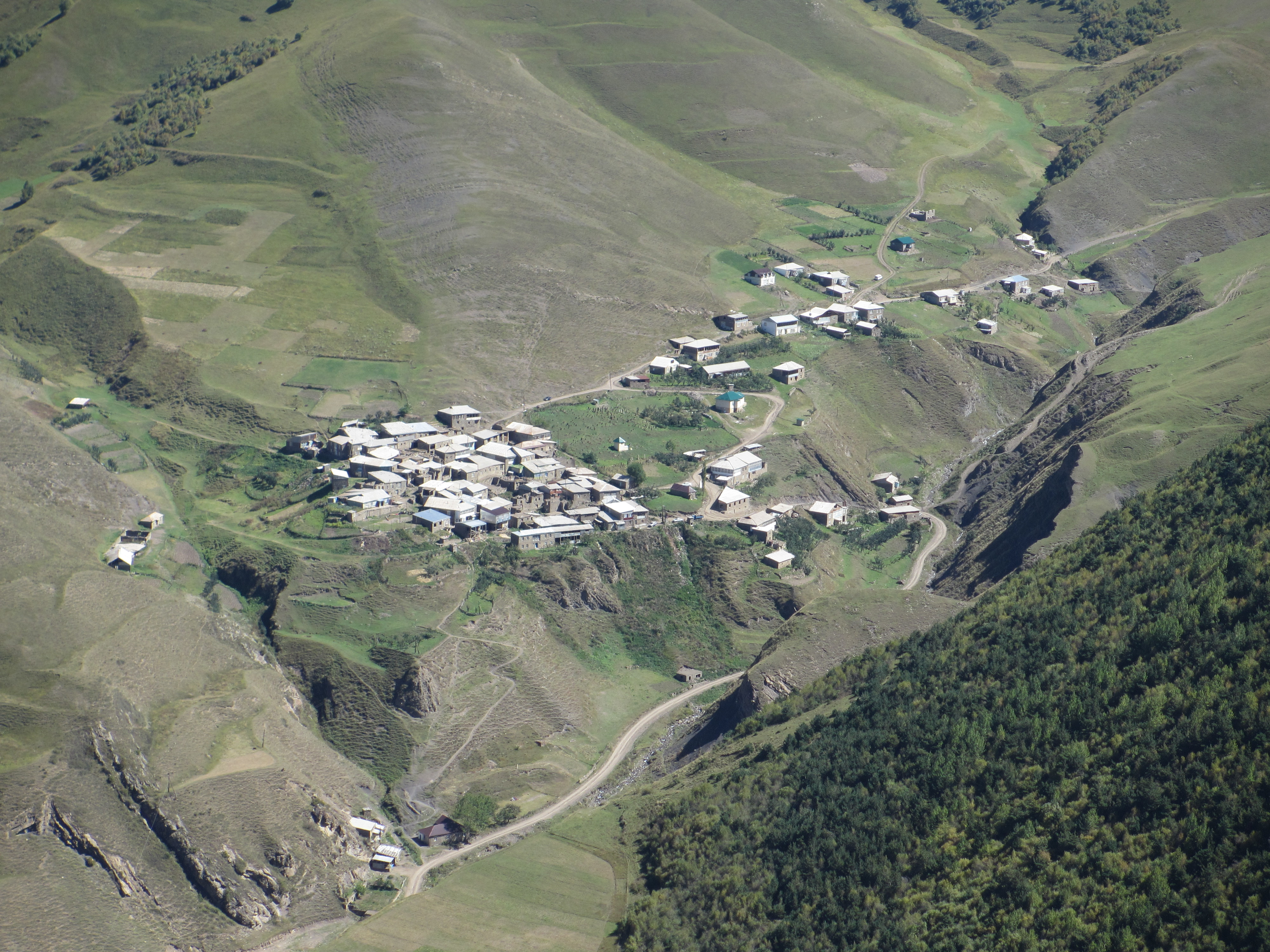

## История
Первое упоминание — в 1658. Изначально предки нынешних каранубцев жили в поселениях: «Гигросу», «Горолачила». Во времена Российской империи село входило в Тлейсерухское вольное общество. По переписи 1886 года в Каранубе проживало 200 человек (44 хозяйства), 103 человека мужского пола и 97 женского.
После Октябрьской Революции Карануб входил в колхоз им. Маленкова Г. М., в результате укрупнения коллективных хозяйств — в колхоз им. К.Маркса.
Десять каранубцев принимали участие в Великой Отечественной войне. Пятеро не вернулись с полей брани.

## Население
| 1869 | 1888 | 1895 | 1926 | 1939 | 1970 | 1989 |
| ---- | ---- | ---- | ---- | ---- | ---- | ---- |
| 102  | ↗200 | ↘197 | ↘145 | ↗151 | ↗162 | ↘116 |
| 2002 | 2010 | 2021 |      |      |      |      |
| ↗182 | ↘162 | ↘159 |      |      |      |      |

## Известные уроженцы
- Тинамагомед Алиевич Курбанов (1925—1996) — Герой Социалистического Труда, чабан колхоза им. К.Маркса.
- Муслимов Тагир Курбанович (1934—2013) — общественный, политический деятель, учёный, в 1974—1986 гг. — первый секретарь Чародинского райкома КПСС.